# Hipofosfito de sódio
Hipofosfito de sódio é um composto químico de fórmula NaPO2H2. É um sal originado do ácido hipofosforoso, sólido à temperatura ambiente, apresentando-se como cristais brancos inodoros, solúveis em água.